# Arachne (base de données archéologique)
Pour les articles homonymes, voir Arachne.
iDAI.objects arachne (forme courte : Arachne) est la base de données centrale (administrateur : Reinhard Förtsch) de l'Institut archéologique allemand (DAI) et du Laboratoire d'archéologie numérique de Cologne (CoDArchLab) de l'université de Cologne.